# ShowView

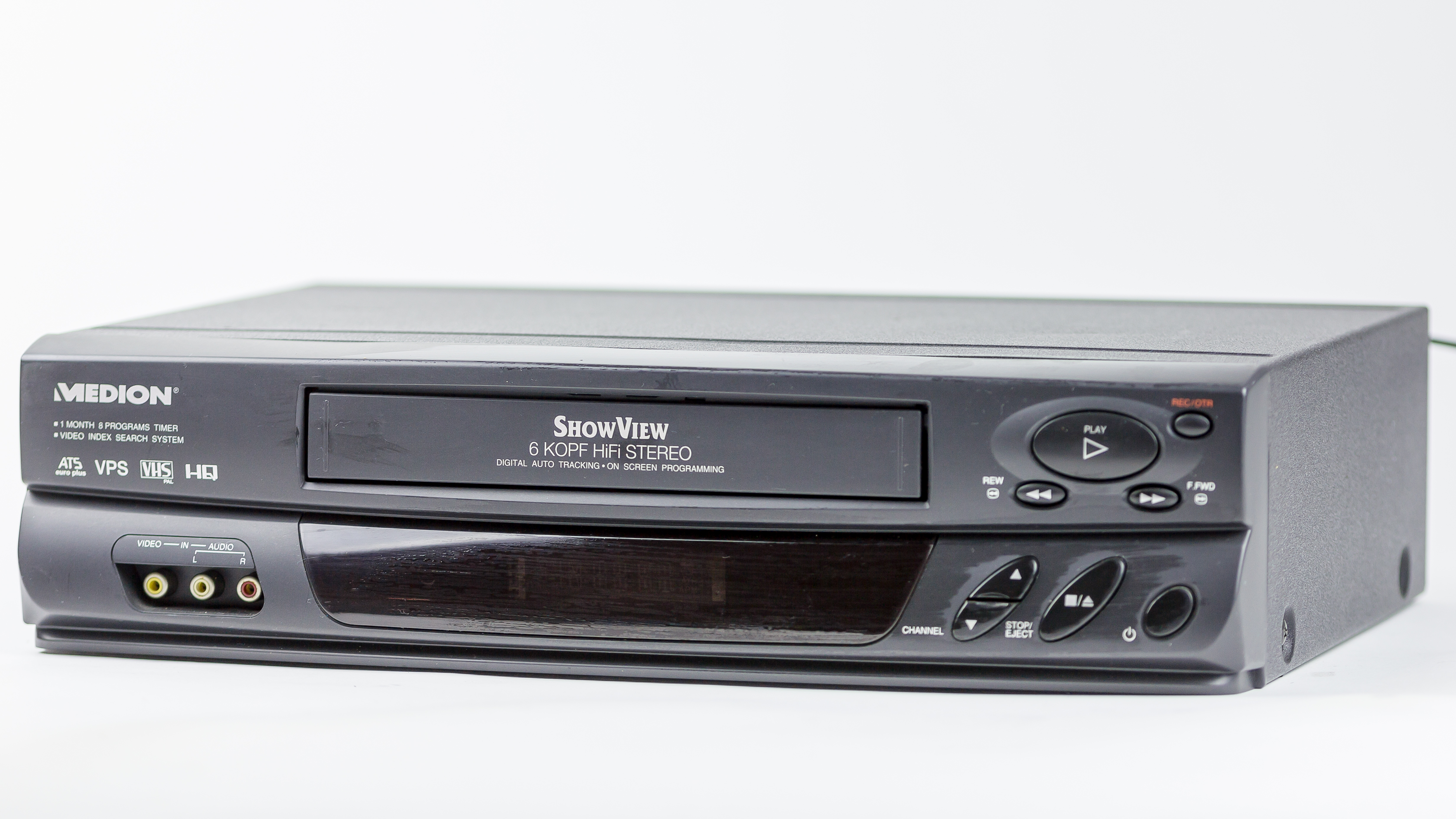
ShowView-tauglicher VHS-Videorekorder von Medion

ShowView [ˈʃoʊˌvjuː] (auch: VCRPlus, Videoplus, G-Code) ist ein System zur Vereinfachung der Aufnahmeprogrammierung für Fernsehsendungen bei Videorekordern und DVD-Rekordern, das von der TiVo Corporation (früher Gemstar International Group) angeboten wird.

## Funktionsprinzip
Für jede Fernsehsendung wird eine ein- bis neunstellige Codezahl erzeugt, die in kodierter Form den Tag, den Sender, die Anfangszeit und die Dauer der Sendung enthält. Diese ShowView-Codes werden üblicherweise in den Programmzeitschriften veröffentlicht.
Ein ShowView-tauglicher Rekorder kann diese Codezahl dekodieren und die darin enthaltene Information zu einer Sendung (Sender, Sendedatum/Sendeuhrzeit, Sendungsdauer) zwecks Timerprogrammierung extrahieren.
Der ShowView-Code geht von einer standardisierten Zuordnung der Programme zu Programmplätzen aus. Stimmt diese nicht mit der Programmierung des Videorekorders überein, so muss die Zuordnung einmalig durch Eingabe der so genannten ShowView-Leitzahl oder durch Korrektur bei der Programmierung geändert werden. Diese Leitzahl wird auch Guide Channel Number (GCN) genannt.
ShowView ist nicht das Gleiche wie VPS. ShowView und VPS sind unabhängige Systeme, die sich zwar ergänzen, aber sonst nichts miteinander zu tun haben. ShowView wurde entwickelt, um die Timerprogrammierung von Videorekordern zu vereinfachen, und funktioniert auch dann, wenn keine VPS-Daten vom Sender übermittelt werden. VPS hingegen steuert eine bereits (mit oder ohne ShowView) programmierte Aufnahme. Im Gegensatz zu VPS erkennt der mit ShowView programmierte Rekorder keine Sendezeitverlegung.
Es existieren inzwischen Algorithmen, mit denen bis zu achtstellige Codes ent- und verschlüsselt werden können.

## Geschichte und verwandte Systeme
Gemstar führte ShowView 1991 unter dem Namen VCRPlus in den USA ein, 1992 unter dem Namen Videoplus in Großbritannien und 1993 dann als ShowView im deutschen Sprachraum. Die Systeme basieren zwar auf derselben Idee, sind jedoch nicht vollständig identisch. Insbesondere die Codebasis wurde den spezifischen nationalen Fernsehgegebenheiten angepasst.
Die Lizenz zum Abdruck der ShowView-Codes in Deutschland, Österreich und der Schweiz vertreibt das Unternehmen Kipkakomiks mit Sitz in München.
In aktuellen Geräten wird ShowView zunehmend ergänzt oder ersetzt durch den Electronic Program Guide (EPG), der es erlaubt, eine Sendung durch Auswahl aus einer Liste zu programmieren. Im Bereich des Digitalfernsehens ist ein mit ShowView vergleichbares System unter dem Namen TV-Anytime bekannt.
Der Vorteil von ShowView besteht darin, dass nicht erst zur gewünschten Sendung umgeschaltet werden muss bzw. auch Sendungen programmiert werden können, die im EPG noch nicht aufgelistet sind.

## ShowView-Leitzahlen für Deutschland, Österreich und die Schweiz
| Leitzahl | Programm                         | Leitzahl | Programm                  | Leitzahl | Programm                                 |
| -------- | -------------------------------- | -------- | ------------------------- | -------- | ---------------------------------------- |
| 001      | Das Erste                        | 045      | Alex Offener Kanal Berlin | 117      | PREMIERE Start                           |
| 002      | ZDF                              | 046      | NRW.TV                    | 118      | 3sat                                     |
| 004      | RTL                              | 046      | TD1                       | 121      | VIVA                                     |
| 005      | Sat.1                            | 047      | Spreekanal                | 122      | HSE24                                    |
| 006      | ProSieben                        | 048      | 3+                        | 122      | Teleclub                                 |
| 007      | n-tv                             | 048      | TV Slovenija 1            | 123      | TV Travel Shop                           |
| 008      | kabel eins                       | 049      | TV Slovenija 2            | 124      | Discovery Channel                        |
| 009      | RTL II                           | 050      | DISCOVERY HD              | 126      | CNN International                        |
| 010      | ARTE                             | 052      | TSR 2                     | 127      | Bloomberg Television                     |
| 011      | VOX                              | 054      | Hamburg 1                 | 131      | Rai Uno                                  |
| 012      | Sport1                           | 055      | France 5                  | 132      | Rai Due                                  |
| 013      | Euronews                         | 056      | TIDE TV                   | 133      | TV5 Monde Europe                         |
| 014      | ORF eins                         | 057      | ARD-alpha                 | 134      | TVE Internacional                        |
| 015      | ORF 2                            | 058      | Franken Fernsehen         | 136      | QVC                                      |
| 016      | TSR 1                            | 059      | 9Live                     | 137      | Animal Planet                            |
| 017      | WDR Fernsehen                    | 060      | DMAX                      | 138      | PREMIERE Serie (eingestellt)             |
| 018      | BR Fernsehen                     | 062      | B.TV (eingestellt)        | 144      | NBC Superchannel                         |
| 019      | NDR Fernsehen                    | 063      | KiKA                      | 149      | Cartoon Network                          |
| 019      | Radio Bremen TV                  | 064      | WÜRTTEMBERG TV            | 155      | CANAL+ VERT                              |
| 020      | Telebasel                        | 065      | Welt                      | 159      | M6                                       |
| 021      | ORF SPORT +                      | 066      | rheinmaintv               | 162      | MTV 2                                    |
| 021      | VIVA Schweiz                     | 067      | Das Vierte                | 164      | Nick                                     |
| 022      | Star TV                          | 070      | tagesschau24              | 168      | CNBC                                     |
| 023      | TSI 1                            | 071      | One                       | 178      | Club RTL                                 |
| 024      | SF 1                             | 072      | EinsPlus                  | 179      | Super RTL                                |
| 025      | TeleZüri                         | 073      | Bibel TV                  | 180      | DW-TV                                    |
| 026      | hr-fernsehen                     | 074      | RTP Internacional         | 181      | Comedy Central Deutschland (eingestellt) |
| 027      | rbb Fernsehen                    | 080      | Saar TV                   | 183      | BBC Prime                                |
| 028      | TSI 2                            | 084      | ZDFinfo                   | 190      | Nick (D)                                 |
| 029      | SR Fernsehen                     | 088      | NPO 1                     | 206      | Phoenix                                  |
| 029      | SWR Fernsehen Baden-Württemberg  | 089      | NPO 2                     | 207      | Sport1                                   |
| 029      | SWR Fernsehen Rheinland-Pfalz    | 090      | NPO 3                     | 220      | PREMIERE 1                               |
| 030      | SF info                          | 091      | DR1                       | 221      | PREMIERE 2                               |
| 031      | ATV                              | 092      | TV 2                      | 222      | PREMIERE 3                               |
| 032      | MDR Fernsehen Sachsen / Satellit | 093      | TF1                       | 224      | PREMIERE 4                               |
| 033      | MDR Fernsehen                    | 094      | France 2                  | 225      | PREMIERE Film Classics                   |
| 034      | Puls 4                           | 095      | France 3                  | 226      | PREMIERE Filmfest                        |
| 035      | Austria 9 TV                     | 096      | één                       | 227      | Sport1                                   |
| 036      | T.TV (eingestellt)               | 097      | Ketnet/Canvas             | 228      | Sport2                                   |
| 037      | RTL Télé Lëtzebuerg              | 098      | La Une                    | 229      | PREMIERE Krimi                           |
| 037      | TVM3                             | 099      | La Deux                   | 230      | 13th Street Universal                    |
| 038      | TV Berlin                        | 102      | SKY NEWS                  | 231      | Syfy                                     |
| 038      | Schweiz 5                        | 105      | NICKELODEON/PARAMOUNT     | 232      | Planet                                   |
| 039      | SF zwei                          | 106      | Tele 5                    | 233      | Junior                                   |
| 040      | TRT INT                          | 107      | Eurosport                 | 234      | Heimatkanal                              |
| 041      | FAB                              | 109      | MTV                       | 235      | Goldstar TV                              |
| 042      | K3 Kulturkanal                   | 110      | The Children’s Channel    | 236      | MGM                                      |
| 044      | München TV                       | 112      | BBC World News            | 920      | Oberberg TV                              |